# Asplenium andersonii
Asplenium andersonii là một loài thực vật có mạch trong họ Aspleniaceae. Loài này được C.B. Clarke miêu tả khoa học đầu tiên năm 1877.